# 矢野弘典
矢野 弘典（やの ひろのり、1941年（昭和16年）1月1日 - ）は、日本の実業家。元横綱審議委員会委員長。

## 来歴・人物
東京府東京市（現在の東京都）出身。父親の転勤により、中学生時代には高知県での在住歴がある。少年時代は学校の校庭で友人と相撲を取り、高知在住当時は街頭テレビの大相撲中継に熱中した。
1963年東京大学法学部卒業後、1963年に東京芝浦電気（現在の東芝）に入社。東芝では国際畑を歩み、1969年にはアメリカ合衆国ウィスコンシン州のウィスコンシン大学への研究派遣も経験している。
1997年から1年、欧州総括事務所代表兼東芝ヨーロッパ社長を務める。また学生時代に柔道をやっていたことで東芝柔道部の部長を務めて社員を指導していたこともあった。
東芝を退職した後に日本経営者団体連盟に転じて理事及び国際部長、常務理事並びに日本経済団体連合会専務理事を歴任。
2005年に産業雇用安定センター会長・代表理事に就任（現職）。
2006年6月27日付で中日本高速道路(株)会長兼最高経営責任者（CEO）に就任、中日本高速の社員に・顧客第一・衆知の結集・現場を最重視─という民間企業としての基本姿勢を浸透させるため、自ら現場へ何度でも出かけて社員と徹底的に対話した2010年6月まで会長を務めた。
2011年、静岡県知事の川勝平太に請われて静岡県地域整備センター（現：一般社団法人ふじのくにづくり支援センター）、静岡県土地開発公社、静岡県道路公社、静岡県住宅供給公社の理事長に就任（現職）。
2012年7月23日付にて、日本相撲協会より横綱審議委員会委員を委嘱される。この就任は、当時の相撲協会理事長である北の湖敏満からの要請によるものだった。
2015年6月に化学品メーカーのADEKA社外取締役に就任（現任）。
2019年1月、北村正任の退任に伴い、第16代横綱審議委員会委員長に互選され就任し、2022年1月の委員任期満了まで務めた。
趣味は囲碁。
2023年11月、旭日中綬章を受章した。

## 問題発言
2020年9月場所後、白鵬と鶴竜について「横審の内規に基づいた処分をするかどうかまで踏み込んだ、たいへん厳しい意見も出たが、そこまで今場所は踏み込まないことにした。（白鵬と鶴竜の）両横綱が自覚を持つことに注視していく。両横綱は場所を全うする回数も多くなく、過去1～2年を振り返っても断続的に休場が続いている。第一人者としての自覚をもっと徹底してほしいと、たいへん厳しい意見がでました」と発言し、相撲ファンから「稀勢の里の時（途中休場含め、8場所連続休場）と対応が違う」「貴乃花は7場所連続休場しても処分はされていなかったのになぜ?」などと抗議の声が殺到。江川紹子もTwitter上で「横審こそが、横綱の地位を貶め、人々の横綱への敬意を失わしめているのではないかと、何年も苦々しい思いをしながら見ていた。もう、この組織はなくして、協会への意見は別の形で吸い上げるようにすればよい。制度改革が必要」と非難の声を上げる事態となった。